# ザ・ランブルフィッシュ
『ザ・ランブルフィッシュ』（THE RUMBLE FISH）は、ディンプスが開発しサミーにより発売された対戦格闘ゲーム。
続編である『ザ・ランブルフィッシュ2』（THE RUMBLE FISH 2）についても併記する。

## 概要
サミーの新規IPによる2D対戦格闘ゲームで、同社製の業務用システム基板であるATOMISWAVE向けにリリースされた。
グラフィック面の特徴としてS.M.A.（スムースモデルアニメーション）と呼ばれる多関節表現が採用されており、ドット絵ながらキャラクターの滑らかな動作の表現や、攻撃により衣服等が破損するダメージ演出（パーツクラッシュ）などがある。
コンシューマへの移植については2005年に第1作のPlayStation 2版が発売されたのみで、『2』については長らく移植が行われない状態であったが2022年に3gooより現行家庭用プラットフォームへ移植されることが発表され、これが『2』の初移植となる。

## システム
レバー + ボタンで操作。
ボタンはLp（弱パンチ）、Lk（弱キック）、Sp（強パンチ）、Sk（強キック）の4つに加え、本シリーズ特有のD（ダッジ）ボタンを加えた、5ボタンで操作する。
レバーを前後それぞれに二度入れることで可能なダッシュ及びバックステップと、レバーを下要素に入れた後、すぐに上要素に入れることで通常より高く長い距離を飛ぶハイジャンプ、相手の近くで→＋Spを入力することで出るガード不能の投げ技があり、基本システムはオーソドックスな2D格闘ゲームである。
ガードクラッシュ
相手の攻撃をガードすると画面に表示されているガードゲージが減少していき、ガードゲージがゼロになると一定時間無防備になるシステム。
ランブルフィッシュシリーズは他の同ジャンルのゲームに比べてガードゲージの減少がかなり早く、またクラッシュ後の無防備時間も長い。
何もしないでいるとあっという間にクラッシュしてしまうため、後述するダッジやインパクトブレイクを使ってクラッシュを防いでいくのがランブルフィッシュシリーズ独特の駆け引きである。

### 応用システム
ラッシュコンボ
いわゆるチェーンコンボに類似したシステムで、通常技の硬直をキャンセルして上位の通常技に繋げ、通常技でのコンビネーションが出来るシステム。
弱→弱→強→強と、基本的に最高4段まで繋げることが出来る。ただし「1」のオービルはラッシュコンボが不可能であり、「2」のオービルは弱→強、バズウは弱→弱のルートしかできず、ミトは罪の構え中のみラッシュコンボが不可能となる。
また「2」のハザマはブーストダイブ中のみ、弱→弱→弱→強→強→強と最高6段まで繋げることが可能となる。
キャンセル猶予が非常に長いのがラッシュコンボの特徴であり、最速で出すだけでなく、猶予の長さを生かして相手の反撃タイミングをずらすことも出来る。
ダッジ
相手の攻撃をかわしつつ前進するシステム。
レバーをニュートラル、もしくは前後に入れつつDボタンを押すと、上半身無敵で前進するグラウンドダッジになり、レバーを下要素に入れながらDボタンを押すと、下半身無敵で前方に軽くジャンプするエリアルダッジになる。
ダッジ中に攻撃ボタンを押すと、「1」ならどのボタンを押しても専用の攻撃であるダッジアタックが出るのだが、「2」は押したボタンに対応した通常技が出るようになっている。
「2」ではこれに加え、ジャンプ中にDボタンを押すことで空中で一瞬無敵になるハイエアーダッジも搭載された。
リカバリー
ダメージを受け空中に浮いている状態でD以外のどれかのボタンを押すと、空中で体勢を立て直すリカバリーが取れる。
リカバリーを取る際にレバーを前後に入れておくと、その方向に落下方向を変えつつリカバリーを取ることができる。
グラウンドリカバリー
「2」で追加された新システム。いわゆる移動起き上がりで、ダウン中にレバー前後どちらかとDボタンを押すことでレバーを入れた方向へ移動しつつ起き上がる。
しかしグラウンドリカバリー中は常時投げに対し無防備であり動作終了際は打撃に対しても無防備な時間が存在する。その為相手にグラウンドリカバリーを取ることを読まれていると余計なダメージを受けてしまうリスクが存在する。
なお、いずれかのアーツでダウンを奪われると、そこからの起き上がり時はグラウンドリカバリーを取ることができない。

### 2種類のゲージ

#### オフェンスゲージ(OG)
オフェンスゲージは技をヒット・ガードさせると増加量が多く、基本的には「能動的に動いて溜める」ゲージである。従来の格闘ゲームで有効な「必殺技を出す」だけでは溜まらない。
オフェンシブアーツ(OA)
オフェンスゲージを消費して行う強力な必殺技。オフェンスゲージの消費量は「1」ならゲージ100%、「2」なら1本分（ボイドのスーパー スティール ヘッド、罪ミトのとびきりちょっぷは3本消費）である。
「1」のオフェンシブアーツは連続技に組み込んだ場合、ゲージを100%消費する割にはアドバンスドアタック（ゲージ50%消費）を使った連続技とさほど与えるダメージに差がなく、そのゲージ効率の悪さからあまり日の目を見る技ではなかった。しかし「2」ではこの反省を生かし、オフェンシブアーツとアドバンスドアタックのゲージ消費量が同量になり、またオフェンシブアーツでダウンを奪うと相手は一切リカバリーを取れない、といった特殊能力が付加され、「2」のオフェンシブアーツは「1」に比べ圧倒的に活躍の機会が増えた。
ジョルトアタック(JA)
オフェンスゲージを消費して行うガード不能の攻撃。オフェンスゲージの消費量は「1」ならゲージ100%、「2」なら1本分である。
出は遅いものの、ヒットさせた後は相手が一定時間無防備になり、そこに追撃を決めることができる。「1」は地上で無防備になった相手に追撃を決める形であった。「2」はジョルトアタックが相手にヒットすると特殊な吹っ飛び状態になり、ジョルトアタックの効果時間中は各種リカバリーが取れなくなるため、その間普段ではできないような空中コンボを決める事が出来る形に変更された。
「1」では空中の相手にジョルトアタックがヒットした場合は、追撃を決めることは不可能となる。(「2」では空中でも発動可。空中の相手にヒットさせないと追撃出来ない)
アドバンスドアタック(AA)
オフェンスゲージを消費して行う突進攻撃。移動距離は2、3キャラ分と短い。オフェンスゲージの消費量は「1」ならゲージ50%、「2」なら1本分である。
突進攻撃後は通常技や必殺技に繋げることができ、またアドバンスドアタック自体も通常技からキャンセルで出すことが出来る。通常技→アドバンスドアタック→通常技→必殺技といった流れの連続技が可能となり、連続技を強化することが出来る。アドバンスドアタックは攻撃判定の発生が非常に早く、インパクトブレイク後の攻防などにその発生の早さを生かして相手の反撃を潰すことも出来る。さらに、アドバンスドアタックは通常技の空振りキャンセルで出すことが可能な唯一の技であり、通常技の空振りの隙をアドバンスドアタックでフォロー、といった使い方も可能。
このようにアドバンスドアタックが活躍する局面は多く、ランブルフィッシュシリーズの攻撃面における最重要システムと言っても過言ではない。
インパクトブロウ（Iブロウ）
「2」で追加された新システム。インパクトブロウに対応した必殺技がヒットした瞬間にDボタンを押すことで発動し、相手が起き上がるまで相手の一切のリカバリー行動を使用不可能にするシステム。インパクトブロウをかけた技がガードされるとインパクトブロウ失敗となり、その場合もゲージは消費される。ゲージの消費量は1回のブロウにつき1本である。
一切のリカバリーを封印するので、相手を浮かせる技にインパクトブロウをかければ相手は空中でリカバリーを取ることが出来ず、その後の追撃が確定する。(かけたときの浮き方が低くなるので追撃の難度は高い)またグラウンドリカバリーも封印するので、インパクトブロウをかけた技のダウン後はグラウンドリカバリーをされる恐れは無く、より優位な起き攻めを展開できる。
対応している必殺技はキャラごとに異なっている（対応技がないキャラも存在する）ので、インパクトブロウを活用できるキャラもいれば、実戦では全くと言っていいほど活用できないキャラもいる。

#### ディフェンスゲージ(DG)
ディフェンスゲージは基本的に試合開始からの経過時間によって蓄積されるため、「受動的に溜まっていく」ゲージである。
ディフェンシブアーツ(DA)
DGを消費して行う強力な必殺技。DGの消費量は「1」ならゲージ100%、「2」なら2本分である。DAの性能は各キャラ毎に大きく異なり、無敵技、ガードキャンセル攻撃、食らい状態キャンセル攻撃、当て身投げなどが有るが、基本的に防御時の切り替えしに使い易い性能となっている。なおDGの増加量は、無敵技＞ガードキャンセル＞食らい状態キャンセルの順に多く、効果の高いDAを持つキャラほど増加量が低くなっている。
インパクトブレイク(IB)
相手の攻撃をガードした瞬間に対応するレバー方向＋Dボタンを押すことにより、相手に硬直を与えることができる。消費量は「1」なら50%、「2」は1本分。与える硬直フレームはシングルIBの場合、空中技なら8F、地上技なら15Fである。成立すればその後反撃、回避などができるTRFの防御の要。発動には1～3本のDGが必要であり、ガード硬直中にDボタンを押す回数1～3によってIB、ダブルIB、トリプルIBとなり、相手に与える硬直は2倍、3倍に増加するが、ゲージ消費量も上がってしまう。上中段の攻撃には4+Dで、下段攻撃には1+DでIBを発動できる。上段攻撃を1+DでIBを行おうとしても失敗扱いとなりゲージが消費されてしまう。
弱攻撃、強攻撃、必殺技にIBを行っても効果が違う。弱攻撃はIB受付時間が短いためIBを行いづらいが、成功すれば防御側のガード硬直が11Fの為、攻撃側より4F有利（攻撃側がキャンセル不能な時間）になり、発生が4F以内の技なら確定反撃が可能である。しかし成功を確認してから攻撃を入力するのはほぼ不可能であり、相手の行動を読まなければならないとリスクが高い。
強攻撃はIB受付時間が長いため成功しやすいが、攻撃側に与える硬直と防御側のガード硬直共に15Fの為、フレーム的には完全五分の状況となる。攻撃側はIBされた後、ラッシュコンボ、必殺技、AA、OAなどでキャンセル出来、防御側はバックステップや弱攻撃など、全ての行動を取ることが出来る。IB発動側はその瞬間に反撃、回避などを、攻撃側は無敵技やAA、あるいはなにもしないなど、攻撃側も防御側も相手の行動を予測し、それに合わせた応手をする必要がある。
「2」では空中でも使うことが可能で、成功すれば相手の滞空時間を延ばせる。
クイックリカバリー(QR)
空中くらい状態時に攻撃ボタンを押すことにより、空中受身を取ることができるが、受身不能時間や高度制限などがある。しかしDボタンを押すことによりこれらの制限をなくし、すぐに受身を取ることができ、そのまま距離を置く、反撃に行くなど選択肢を増やすことができる。「1」なら50%、「2」は1本分で発動。なお制限を除くなどといったが、高度制限は低くなっているものの無くなっておらず、前述のOA、インパクトブロウなどにはQRができない。
ダブルインパクトキャンセル
NESiCA版から追加されたシステムで前述のダブルIBを必殺技でキャンセルできる。

#### 両方のゲージを使うアクション
クリティカルアーツ(CA)
オフェンスゲージとディフェンスゲージ両方を最大まで溜めたときに両ゲージを全て消費することで出せる、絶大な威力を持つ必殺技。
両ゲージをこまめに消費していく展開が主となる本シリーズでは条件を満たすことが困難な上、連続技に組み込んだ際のダメージがさほど高く無かったために「1」ではほとんど使われなかった。だが「2」では連続技に組み込んだ場合でも、HIT数補正を無視して（基底ダメージ補正は受ける）大ダメージを与えられるという特殊効果があるため、一発でゲームの流れを変えられる技へと進化した。
ブーストダイブ(BD)
「2」から追加された新システムで、オフェンスゲージとディフェンスゲージをそれぞれ一本ずつ消費することで、キャラごとに異なるパワーアップ効果を一定時間得ることができる。得られる効果は各キャラそれぞれの項目を参照のこと。
得られる効果や効果時間がキャラごとに違うため、強力なブーストダイブを持つキャラもいれば、得られる効果と消費するゲージとの採算が釣り合わず、実戦での使用はとてもではないが推奨できないキャラもいる。
なお、発動中はオフェンスゲージとディフェンスゲージが一切溜まらなくなるというデメリットも存在している。いずれかのアーツを発動すると強制終了する。

### パーツクラッシュ
各キャラクターには顔、胸などの部位に固有の「パーツ」が設定されており、各パーツにある一定以上のダメージを受けることでパーツの破損が起こり、該当部分のグラフィックが変化する。
基本的にはグラフィックが変化するのみであるが、一部キャラによってはパーツの有無によって出せるアーツが変化したり、技の性能が変化する。
特定のパーツの破損によってしか見ることのできない勝利ポーズ・勝利デモなども存在する。また、ガーネットの胸パーツ破損で胸の大部分が露出する、ベアトリスの身体パーツ破損でボンデージ調の下着が露出するといった演出もある。

## シリーズ
- ザ・ランブルフィッシュ（THE RUMBLE FISH）
  - アーケード、2004年3月23日稼働
  - PlayStation 2、2005年3月17日発売
- ザ・ランブルフィッシュ2（THE RUMBLE FISH 2）
  - アーケード、2005年3月28日稼働
  - アーケード（for NESiCAxLive）、2012年8月7日稼働
  - Nintendo Switch / PlayStation 5 / PlayStation 4 / Xbox Series X/S / Xbox One / PC（Steam）、2022年12月8日発売予定

## THE RUMBLE FISH

### キャラクター
ゼン［Zen］
声 - きしめん
本名、譲刃 漸（ゆずりは ぜん）。過去に壊滅した非合法の地下格闘組織「バロール」の生き残り。
各必殺技はいわゆる波動昇龍タイプでこそあれ使いにくいが、それらの性能を強化する技もある。
強化後の必殺技はどれも性能がよく、強化後の必殺技で一気に勝負を決める戦法が得意。

ヒカリ［Hikari］
声 - 熊萌恵
本名、睦月ヒカリ（むつき ヒカリ）。睦月流古舞（武）術の使い手。当て身投げ系の技が中心となっている。なお声優の熊萌恵は当時、中学生。
「普段は姉に及ばないが、実は父親により近い形で睦月流の業を受け継いでいる」という設定があり、2でグリードが勝利した際の台詞にそれが現れている。
高性能な通常技にコマンド投げと、ヒカリの持ち味である当て身投げを駆使していけば、攻守ともにバランス良く戦えるが、総じて技の威力が低めであるため厳しい戦いを強いられる。

タイフォン［Typhon］
声 - 多田智美
天厳流拳法の使い手の少年拳法家。大きな巻物を背負っており、これに負かした相手の顔拓を108つ集める修行を行っている。
手足は短いが、飛び道具により超遠距離からの攻撃と、全キャラ一を誇る機動力で撹乱・奇襲していく。
追撃可能なコマンド投げや強力な空中コンボを所持しており、密着戦でも強さを発揮する。

ガーネット［Garnet］
声 - 中矢由紀
情報屋の女性。ナースの格好をしている。オタク風のハッカー・アベルを相棒にしている。足技のみで戦う。
ジャンプの軌道が非常に高く、飛び込みを仕掛けることは苦手。
しかし長い足技と、突進必殺技で地上から攻め込み、高いラッシュ力での横押し戦法が得意である。

オービル［Orville］
声 - 藤田勇児
現役の格闘家であり、いくつもの表の格闘大会で優勝している有名人。ある日グリードに襲われ、格闘家としての血を煽られたことによって参戦する。
投げキャラだが、反面ラッシュコンボ（いわゆるチェーンコンボ）ができない。
巨体故にリーチの長い通常技や、非常に高性能なコマンド投げを持っている。
しかし、ラッシュコンボが使用できない・一人だけ空中で複数回通常技を出すことができない・対空性能に著しく欠ける…などと欠点がかなり多く、本作のキャラの中では最も厳しい戦いを強いられる。

ボイド［Boyd］
声 - 山本弘
一見として飄々とした老人だが、裏世界で名の知れた暗殺者であった男。パーツクラッシュをすることにより、鬼のような形相に変わり本性が出る。
一部の必殺技を当てる事により増えていく「サソリカウンター」があり、これによりオフェンシブアーツ（オフェンスゲージを消費するいわゆる超必殺技）成功時のダメージが強化される。
手足が短く動作も緩慢であり、地上戦の立ち回りは他のキャラに比べてかなり劣る。
しかし鋭い軌道のジャンプと、高性能なコマンド投げ、そしてそれらを駆使した強力な起き攻めで、一瞬のチャンスから一気に逆転を図ることが可能となっている。

ヴィレン［Viren］
声 - 堀江道彦
ロシアンマフィアの一員。「強さこそ全て、手段は選ばない」という考えの持ち主。電磁警棒やチェーン、火薬などの武器を衣服の下に隠し持っており、それを何のためらいもなく使う。
鋭い軌道のジャンプ・及びそこから繰り出される高性能な空中通常技や、コマンド入力で走り出し、そこから様々な技に派生できる必殺技を所持しており、攻め能力に特化したキャラクター。
その反面防御性能は低めだが、仰け反り中に出せるDAが守りの切り札として存在している。

カヤ［Kaya］
声 - 柳森万里
本名、睦月カヤ。ヒカリの双子の姉で同じく睦月流古舞（武）術の使い手。普段は眼鏡をかけている。ヒカリよりも攻めを重視したタイプ。
当て身技のバリエーションはヒカリよりも劣るものの、コマンド投げは追撃可能でヒカリよりも高性能であり、ヒカリにはない飛び道具や無敵技も持っている。
優秀な通常技を使った牽制や、めくりを中心とした起き攻めが強力。

アラン［Aran］
声 - 鹿瀬ハジメ
マーシャルアーツ使い。元ストリートチルドレンで、シスター兼婦人警官のジーナに育てられた。
一見軽薄な性格であり、女性に対して積極的にナンパをしている（よく振られてもいる）が、ジーナやかつて自分が所属していた孤児院のことになると、別人のように真摯な面を見せる。
使いやすい通常技と必殺技を備えており、いわゆるスタンダードな波動昇龍タイプでゼンよりも使いやすい。
ラッシュを仕掛けるのに適した追加入力式突進技や、出は遅いものの隙が小さく、攻めの起点になる飛び道具など、単なる波動昇竜タイプではなく、攻め能力も高い。

グリード［Greed］
声 - 稲健二
ボスキャラクター。ゼンと同じく「バロール」の生き残り。「グリード」は格闘大会を開催したプローブネクサス会長・ブラドが呼んだ名前で、バロールにいた頃は「ルーグ」と名乗っていた。
プレイヤーも使用可能であるが、ボスキャラにありがちなキャラクターバランスを崩すほどの強さではなく、公平な真剣勝負に耐えうる性能である。
長い手足と2種類の軌道の飛び道具による牽制で相手の動きを制限していき、空中コンボを決めていく戦い方が持ち味。

### PS2版追加キャラクター
シェリル［Sheryl］
声 - MACHA
ワイヤー使いの暗殺者の少女。続編に先駆けて家庭用に先行参戦された。
幼少時に両親を殺害されており、その場に居合わせたボイドの気紛れで彼に引き取られ、暗殺術を叩き込まれながら育てられる。ボイドは後にそのことを後悔し暗殺稼業から手を引かせたがっているのだが、本人はそんなボイドを「甘い」とあざ笑っている。
ワイヤーを伸ばしたり、天井にワイヤーを引っ掛けて吊り下がったり、あらかじめマーキングされた箇所に順番に飛ばす飛び道具など、本作屈指の変則的なキャラ。

ハザマ［Hazama］
声 - 内海同仁
ブラドの側近。フルネームはハザマ・カオルらしいが、それが本名かどうかは不明。線の細い優男だが、劈掛拳をベースにした格闘スタイルでその実力は高い。
AC版でもデモなどには登場していたが、晴れてPS2版でバトルキャラクターに昇格。
ストーリーモードをノーコンティニューで進めると真のボスとしてプレイヤーの前に立ちはだかり、倒すことでプレイヤーが使用可能となる。
必殺技を豊富に所持しており、複数の技に派生できる構え系の技まで持っている。
それに加え優秀な通常技まで持っており、かなり高い性能を誇るキャラクターとなっている。

### その他のキャラクター
ルーグ
ブラド
ジェラルド
プリシッラ
シスタージーナ
シスターソフィア
ケイちゃん
ノンちゃん
アベル
コボル
ハリー

## THE RUMBLE FISH 2

### キャラクター
ゼン［Zen］
強攻撃のいくつかや勝ちポーズのグラフィックが変更されており、前作よりもシャープな動作になっている。特に、OA中のアクションは「1」と比較して大幅に改善された。
ブーストダイブの「禍魂道」中は、常時禍魂法を使用した状態となり、強化必殺技が使い放題となる。全キャラの中でもかなり強力な部類のブーストダイブである。

ヒカリ［Hikari］
設置系飛び道具の風珠が追加。
ブーストダイブの「陽風」中は、少しずつ体力が回復していく。回復スピードは遅いものの、近距離でブーストダイブを発動し停止時間中に相手の状態を確認→相手の状態に応じて当て身技やコマンド投げをしかける、といったヒカリならではのブーストダイブの活用法もある。

タイフォン［Typhon］
ブーストダイブの「纏勁砲」中は、纏勁掌中に再度ボタンを押す（軽く連打）することで、纏勁掌の連射が可能となる。ブーストダイブ中は圧倒的な弾幕を作ることが可能となる。

ガーネット［Garnet］
CAは連続技に組み込みやすいものに一新。
ブーストダイブの「ディテクティング アイズ」中は、相手の体の特定部位にマークが点灯し、その場所を攻撃すれば通常時の2倍のダメージを与えられる。

ボイド［Boyd］
新必殺技・ダウンサニーフィンガーが搭載されたり、必殺技の出がかりに同じ強さの違うボタン（例：LPであればLK）を押すと動作が中断可能になったりと、全体的に強化されている。
ただし今作から搭載された新システム・グラウンドリカバリーによって前作ほどの起き攻めができなくなっているため、今作でも苦戦を強いられることが多い。
ブーストダイブの「サニーショット」中は、サニーフィンガーが強化され、発生の早い飛び道具となる。

オービル［Orville］
ラッシュコンボが限定的な形で使用可能になったり、空中で複数回技が出せるようになったり、移動投げの新必殺技と対空や割り込みに使いやすい新OAを使えるようになったりと、一人だけ格の違う弱さだった前作の性能から大幅に強化されている。しかしそれでも他キャラより劣る性能なのは否めない結果となってしまっている。
クリティカルアーツの「フルグラビトンフォール」は、本作で唯一キャンセルで出すことで連続技に組み込めるタイプのコマンド投げ。
ブーストダイブの「エクステンションヒート」中は、足払いを除く相手の攻撃に仰け反らなくなる。前作のOAがブーストダイブに変更されたもの。

ヴィレン［Viren］
空中から真下に火炎瓶を放り投げる新技・ピトフーイ ブレイジングボムと、鎖を振り回す新OA・クロタルス バラージが追加された。
ブーストダイブの「デンドロバティス ショック」中は、パンチ系の通常技がガード不能攻撃のスタンガン攻撃になる。

カヤ［Kaya］
中段技の落葉、空中必殺技の月扇が追加。
ブーストダイブの「氷鎖」中は、攻撃を当てることで相手の移動能力を低下させ、さらに時間経過とともに相手の体力が少しずつ減っていく。
なおロケテスト期間中はカヤのみブーストダイブの効果が製品版とは異なっており、「心眼」という名前で、効果はガーネットのブーストダイブと同じだった。

アラン［Aran］
低めに撃つ飛び道具と当て身から派生する新OAが追加。
前作の圧倒的な発生の早さを誇るアドバンスドアタックは普通の発生に弱体化。しかしヴァンガードストライクなどが強化されており、よりテンポの良い攻めを楽しむことが出来る。ただしオフェンシブアーツが重要なキャラでありながら、オフェンシブゲージの溜まる速度が遅いという欠点も存在している。
ブーストダイブの「ファントム シフト」中は、本体の動きをトレースする分身がつき、攻撃のヒット数が倍になる。

シェリル［Sheryl］
ブーストダイブの「ユーベルクランク」中は、シュナイデントで発射する糸が2本になり発生も早くなる。また、発動時に自動的に1つマーカーが設置される。

ミト［Mito］
声 - こじまかずこ
伊達双天流なる剣術使いの少女。家に伝わる2本で一組の宝刀のうち、片方の真剣・天罰が泥棒に盗まれ、ブラックマーケットに流出。宝刀はその後プローブネクサス社会長の手に辿り付いたことを知り宝刀を取り戻すため、残された宝刀の片方である木刀・断罪を手にF.F.S.に参加する。
構え変更系のキャラクター。ラッシュコンボが使用不可能になるが、単発攻撃力が高く優秀な飛び道具と対空技が使える罪の構えと、通常技が多段になり強力な中段攻撃が使える罰の構えを切り替えながら戦える。体格は小柄ながらも木刀を使用するためリーチはかなり長い。基本性能は非常に高く、性能の高いブーストダイブ、構えチェンジを利用したバグのガードキャンセル、長い下段からOAまで入るコンボなど凶悪な性能を持ち、ハザマ・ベアトリスらと本作最強の座を現在までずっと争っている。
ブーストダイブの「はぁとばりあ」中は、ミトの周囲に攻撃判定を持ったハートが2個回転するようになる。このハートはコマンド入力後即座に発生する（0フレーム発動）ため、相手の近くで発動した場合、ガードが不能技として機能する（ブーストダイブ発生前にガードポーズを取っていればガードできる）。このため、ミトのブーストダイブは使い方によって、強力な切り返し手段にも、ガード崩し手段にもなる。また、状況によっては「ガード不能のハート始動から気絶させるコンボ」が成立すること、操作によっては「相手の時間をタイムオーバーになるまで停止」させることができることからプレイヤーが使用を自粛することが多かった。

バズウ［Bazoo］
声 - 田昌人
巨大な体躯の怪物のような男。その凶暴性ゆえに表のボクシング界を追放されていたところをある富豪に拾われ、富豪らの開催する闇ファイトにて暴力性を発揮していた。
その体躯ゆえに本作一の手足の長さを誇る。一応格闘スタイルはボクシングであり手技が主体なのだが、足技・噛みつきどころか、瓦礫を相手の頭上に落としたり、相手の接近を阻む岩を地面を砕くことで作ったりと、その戦法はボクシングの枠に収まらない。またパーツクラッシュで拳のバンデージが破れると、一部必殺技の性能が変化。隠しOAで自らバンデージを破ることもできるが、どちらの場合も対戦相手が変わると強制的にバンデージが巻かれた状態に戻る。
ブーストダイブの「メテオ ダイブ」中は、アースダイブで降ってくる瓦礫が大きくなる。

ラッド［Lud］
声 - 北又チュン
新生「バロール」に所属するファイター。それゆえゼンやグリードへの対抗意識が強く、また表格闘界の有名人であったオービルにも対抗意識を持っている。
「ヒートゲージ」という独自のゲージを持ち、一部の技で相手の攻撃を止めることにより上昇させられる。ボタン同時押し（例：LP+SP）でコマンドを入力することにより、ヒートゲージを消費して必殺技やOAなどを強化できる。「顔」がパーツクラッシュするとボコボコに腫れ上がり、勝利画面メッセージが変化する他、この状態でのみ使える隠しDAを持つ。
ブーストダイブの「蒸着ヒートモード」中は、ヒートゲージが100%となり、ヒートゲージ消費技を出してもヒートゲージが減らない（つまりヒートゲージ消費技が出し放題となる）。

### 隠しキャラクター
グリード［Greed］
前作とは髪形が変わっている。
インパクトブレイク中に出すことで比較的安全に切り返せる新必殺技・ガ・ボーや、ダメージは少ないものの空中コンボに移行できる新OA・ガ・ジャルクが追加され、前作よりも更に独自の路線を行く性能となった。
ブーストダイブの「アンヴァル」中は、必殺技を別の必殺技でキャンセル可能となる。オービル同様、前作のOAがブーストダイブに変更されている。

ハザマ［Hazama］
仕えていた前会長のブラドが引退し、プローブネクサス社の現社長となっている。ベアトリスとは対立しており、ハザマのEDではハザマが、ベアトリスのEDではベアトリスが邪魔者を排除し、プローブネクサス社を完全に掌握する姿が語られる。
前作の家庭用より多少性能は抑えられたものの、それでも本作1、2を争うほどの性能を持つ。
グリードとハザマは稀にCPU戦にて乱入してくる。NESiCA×Live配信で乱入条件が判明した。
ブーストダイブの「翔炎舞」中は、ラッシュコンボの繋ぎ方が変化し、同じ強さの攻撃を3回まで繋ぐことが可能となる。僅かに攻撃力も上昇する。

ベアトリス［Beatrice］
声 - 東ゆうか
本作のラスボスで、ブラドの孫娘。プローブネクサス社現会長。最初はスーツ姿だが、完全にパーツクラッシュするとボンデージ姿になる。
高性能な無敵技、ローリスクハイリターンな空中必殺技を所持しており、攻め込んできた相手を迎撃し、そこからダメージを取っていく防御的な戦い方が持ち味。加えて女性キャラながら全キャラの中で最も体力が多く、ハイエアーダッジは一人だけ群を抜いて無敵時間が長かったりという要素も、ベアトリスの守りの強さを更に底上げている。プレイヤーが使用することも可能だが、その場合はCPU戦のボス時よりも性能が抑えられている。
ブーストダイブの「ノーブル フォース」中は、一部必殺技が強化され、強化された技はボス時の性能と同じ性能の技となる。
前作の家庭用のギャラリーモード、及び前作のムックに幼少時のベアトリスらしき少女が映っている。それと同時にベアトリスの兄と思われる少年も映っているが、こちらは不明。

### その他のキャラクター
ルーグ
ブラド
ジェラルド
プリシッラ
シスタージーナ
シスターソフィア
ケイちゃん
ノンちゃん
アベル
コボル
ハリー

## 漫画版
『月刊マガジンZ』（講談社）にて、2004年7月号から2005年1月号まで橘茶茶作画による漫画版が連載された。未単行本化。